# Sant’Eusanio del Sangro
Sant’Eusanio del Sangro – miejscowość i gmina we Włoszech, w regionie Abruzja, w prowincji Chieti.
Według danych na rok 2004 gminę zamieszkiwało 2455 osób, 106,7 os./km².